# Staryje Ałgaszy
Staryje Ałgaszy (ros. Старые Алгаши) – wieś (sieło) w Rosji, w obwodzie uljanowskim, w rejonie cylnińskim. W 2010 liczyła 1688 mieszkańców.